# Kaiserbrücke (Mainz)
Die Kaiserbrücke, vereinzelt auch Nordbrücke genannt, ist eine zweigleisige Eisenbahnbrücke. Sie verbindet die Mainzer Neustadt über den Rhein mit den Wiesbadener Stadtteilen Mainz-Amöneburg und Mainz-Kastel. Der Fluss bildet hier seit 1945/1946 die Landesgrenze zwischen Rheinland-Pfalz und Hessen; zuvor hatten beide Ufer zum Volksstaat Hessen bzw. zum Großherzogtum Hessen und zur Stadt Mainz gehört.

## Lage
Die Brücke steht nördlich der Mainzer Neustadt bei Rhein-Kilometer 500,900 zwischen dem linksrheinischen Bahnhof Mainz Nord und dem rechtsrheinischen Bahnhof Wiesbaden Ost. Sie liegt auf der DB-Strecke 3525 am km 2,140 und gehört zur Mainzer Umgehungsbahn.
| \| \| 0,0 \| Mainz-Mombach \| Mainz-Mombach \| \| \| 1,3 \| Mainz Nord \| Mainz Nord \| \| \| 1,5 \| Abzw MZ Kaiserbrücke von Mainz Hbf 3521 \| Abzw MZ Kaiserbrücke von Mainz Hbf 3521 \| \| \| 1,7 \| Abzw MZ Kaiserbrücke von Mainz Hbf 3527 \| Abzw MZ Kaiserbrücke von Mainz Hbf 3527 \| \| \| 1,71 \| Vorlandbrücke Mainz Gaßnerallee/Obere Austraße \| Vorlandbrücke Mainz Gaßnerallee/Obere Austraße \| \| \| 1,89 \| Kaiserbrücke Rhein, zwei Strompfeiler, Landesgrenze Rheinland-Pfalz / Hessen \| Kaiserbrücke Rhein, zwei Strompfeiler, Landesgrenze Rheinland-Pfalz / Hessen \| \| \| 2,167 \| Kaiserbrücke Petersaue \| Kaiserbrücke Petersaue \| \| \| 2,42 \| Kaiserbrücke Rhein, ein Strompfeiler \| Kaiserbrücke Rhein, ein Strompfeiler \| \| \| 2,56 \| Abzw MZ Kaiserbrücke Ost nach Wiesbaden Hbf 3528 \| Abzw MZ Kaiserbrücke Ost nach Wiesbaden Hbf 3528 \| \| \| 2,57 \| Vorlandbrücke Wiesbaden Biebricher Straße \| Vorlandbrücke Wiesbaden Biebricher Straße \| \| \| 2,912 \| Wiesbadener Straße L3482 \| Wiesbadener Straße L3482 \| \| \| 3,0 \| Abzw MZ Kaiserbrücke Ost nach Wiesbaden Hbf 3529 \| Abzw MZ Kaiserbrücke Ost nach Wiesbaden Hbf 3529 \| \| \| 3,171 \| Wiesbadener Landstraße (Kulturdenkmal) \| Wiesbadener Landstraße (Kulturdenkmal) \| |       |                                                                              |                                                                              |
| Bahnhof | 0,0   | Mainz-Mombach                                                                | Mainz-Mombach                                                                |
| S-Bahn-Halt | 1,3   | Mainz Nord                                                                   | Mainz Nord                                                                   |
| Abzweig geradeaus und von rechts | 1,5   | Abzw MZ Kaiserbrücke von Mainz Hbf 3521                                      | Abzw MZ Kaiserbrücke von Mainz Hbf 3521                                      |
| Abzweig geradeaus und von links | 1,7   | Abzw MZ Kaiserbrücke von Mainz Hbf 3527                                      | Abzw MZ Kaiserbrücke von Mainz Hbf 3527                                      |
| Brücke | 1,71  | Vorlandbrücke Mainz Gaßnerallee/Obere Austraße                               | Vorlandbrücke Mainz Gaßnerallee/Obere Austraße                               |
| Grenze auf Brücke über Wasserlauf | 1,89  | Kaiserbrücke Rhein, zwei Strompfeiler, Landesgrenze Rheinland-Pfalz / Hessen | Kaiserbrücke Rhein, zwei Strompfeiler, Landesgrenze Rheinland-Pfalz / Hessen |
| Brücke | 2,167 | Kaiserbrücke Petersaue                                                       | Kaiserbrücke Petersaue                                                       |
| Brücke über Wasserlauf | 2,42  | Kaiserbrücke Rhein, ein Strompfeiler                                         | Kaiserbrücke Rhein, ein Strompfeiler                                         |
| Abzweig geradeaus und nach rechts | 2,56  | Abzw MZ Kaiserbrücke Ost nach Wiesbaden Hbf 3528                             | Abzw MZ Kaiserbrücke Ost nach Wiesbaden Hbf 3528                             |
| Brücke | 2,57  | Vorlandbrücke Wiesbaden Biebricher Straße                                    | Vorlandbrücke Wiesbaden Biebricher Straße                                    |
| Brücke | 2,912 | Wiesbadener Straße L3482                                                     | Wiesbadener Straße L3482                                                     |
| Abzweig geradeaus und nach links | 3,0   | Abzw MZ Kaiserbrücke Ost nach Wiesbaden Hbf 3529                             | Abzw MZ Kaiserbrücke Ost nach Wiesbaden Hbf 3529                             |
| Brücke | 3,171 | Wiesbadener Landstraße (Kulturdenkmal)                                       | Wiesbadener Landstraße (Kulturdenkmal)                                       |

## Kaiserbrücke (1904–1945)

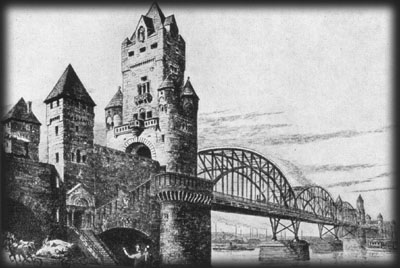
Zeichnerische Darstellung der Kaiserbrücke

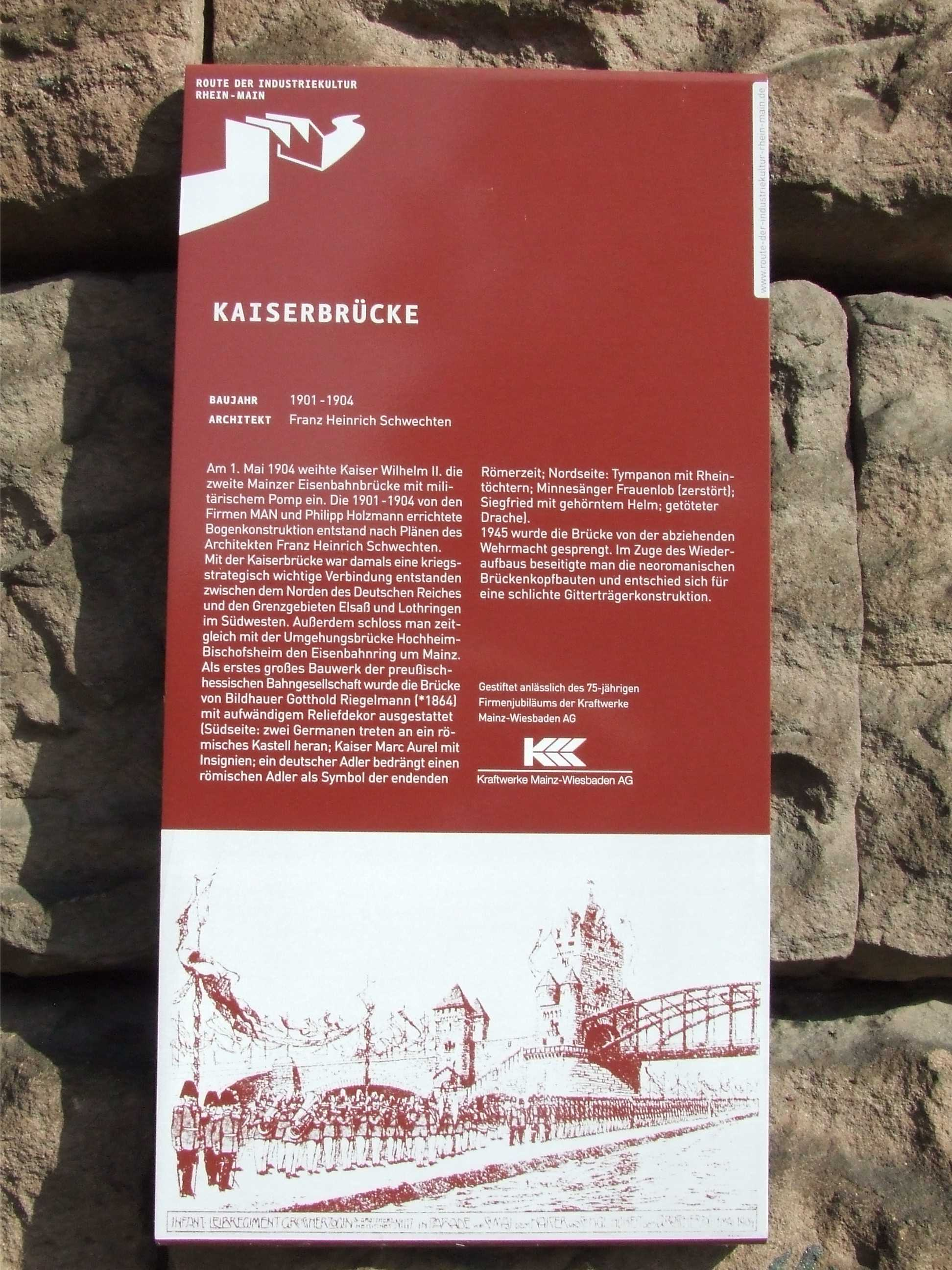
Hinweistafel zur Route der Industriekultur Rhein-Main; Auf dem Bild ist das Infanterie-Leib-Regiment „Großherzogin“ (3. Großherzoglich Hessisches) Nr. 117 in Ehrenformation an der Brücke angetreten.

Bauherrin der von 1901 bis 1904 errichteten Kaiserbrücke war die Preußisch-Hessische Eisenbahngemeinschaft. Als Bestandteil der Umgehungsbahn sollte sie in erster Linie dazu dienen, den Güterverkehr zwischen Mombach und Bischofsheim umzuleiten und dadurch den Mainzer Hauptbahnhof und besonders den als Verkehrsengpass geltenden Mainzer Eisenbahntunnel zu entlasten. Zur Bauzeit spielten aber auch militärstrategische Aspekte eine große Rolle beim Bau von Eisenbahnlinien und Brücken. Die Kaiserbrücke war in dieser Hinsicht zum einen ein wichtiges Verbindungsglied für den schnellen Transport von Truppen und Nachschub per Eisenbahn in die Grenzgebiete des Deutschen Reichs nach Elsass-Lothringen, zum anderen war sie – zumindest in den ersten Jahren ihres Bestehens – durch einen Bohlenbelag zwischen den Schienen auch für den unmittelbaren „Übergang von Truppen mit Fuhrwerk aller Art“ über den Rhein nutzbar. Der Personenverkehr auf der durch die Brücke hergestellten direkten Verbindung zwischen dem Mainzer und dem Wiesbadener Hauptbahnhof erlangte erst später Bedeutung.
Die Brücke spannt sich zwischen dem südwestlichen Widerlager auf der Anlandung der Ingelheimer Aue und dem nordöstlichen am Amöneburger Ufer über die beiden Rheinarme und die dazwischen liegende Petersaue. Zwischen den beiden massiven Widerlagerbauten, in die jeweils zwei überwölbte Straßenunterführungen integriert sind, bestand die Brücke ursprünglich aus drei konstruktiv unterschiedlichen Abschnitten: Auf drei Fachwerkbögen über dem linken Rheinarm folgten über der Petersaue sechs Joche mit parallelgurtigen Fachwerkträgern (deren Konstruktion vollständig unterhalb der Fahrbahn lag) und zwei weitere Fachwerkbögen  über dem rechten Rheinarm. Die insgesamt fünf Fachwerkbögen wirken auf den meisten überlieferten Abbildungen, deren Blickachse in spitzem Winkel zur Brückenlängsachse verläuft, aufgrund der perspektivischen Verkürzung gleich lang. Tatsächlich variierten ihre Spannweiten – von der Mainzer Seite ausgehend – zwischen 93,80 m im ersten Bogen, 107,20 m im zweiten und dritten Bogen sowie 116,80 m im vierten und fünften Bogen. Eher ungewöhnlich war dabei, dass im ersten Bogen die Gleistrasse eine Steigung von 1:320 zum zweiten Bogen hin aufwies, während sie in den anderen Bögen eben verlief. Die Brückenträger über der Petersaue hatten eine gleichmäßige Spannweite von je 39,20 m, die Trasse hatte in diesem Abschnitt eine kaum wahrnehmbare Steigung von 1:800. Die konstruktive Grundkonzeption der Brücke entstand in den Büros der Eisenbahndirektion Mainz, die konkreten Ausführungspläne wurden von dem Stahlbau-Unternehmen MAN Werk Gustavsburg erstellt, das sich Anfertigung und Montage mit der Dortmunder Union teilte – in den Überbauten wurden insgesamt 6.800 Tonnen Stahl verbaut. Die Massivbauten, also Widerlager, Zwischenpfeiler und Brückentürme, wurden von der Frankfurter Bauunternehmung Philipp Holzmann & Cie. errichtet, die anscheinend auch die Funktion eines Generalunternehmers ausübte. Von 1903 bis 1904 soll Benito Mussolini, der spätere italienische „Duce“, als Gastarbeiter am Bau mitgewirkt haben.
Wie um 1900 allgemein üblich, wurden die konstruktiv notwendigen Bauteile der Brücke durch repräsentative Architektur mit bildhauerischem Bauschmuck gestalterisch aufgewertet. Völlig zweckfrei bzw. funktionslos waren die Brückentürme – insbesondere der wuchtige, hoch aufragende Hauptturm am Mainzer Widerlager – jedoch nicht, neben nicht näher beschriebenen Einrichtungen zur Absperrung der Brücke aus militärischen Gründen und damit verbundenen Wachstuben usw. war in ihnen auch mindestens ein Stellwerk für die Weichen und Signale der Verbindungskurven zu den bestehenden Eisenbahnstrecken untergebracht. Die neoromanische Architektur der Brücke wurde von dem Berliner Architekten Franz Schwechten entworfen, der in der Vergangenheit für einige seiner Bauten die besondere Anerkennung von Kaiser Wilhelm II. gefunden hatte.

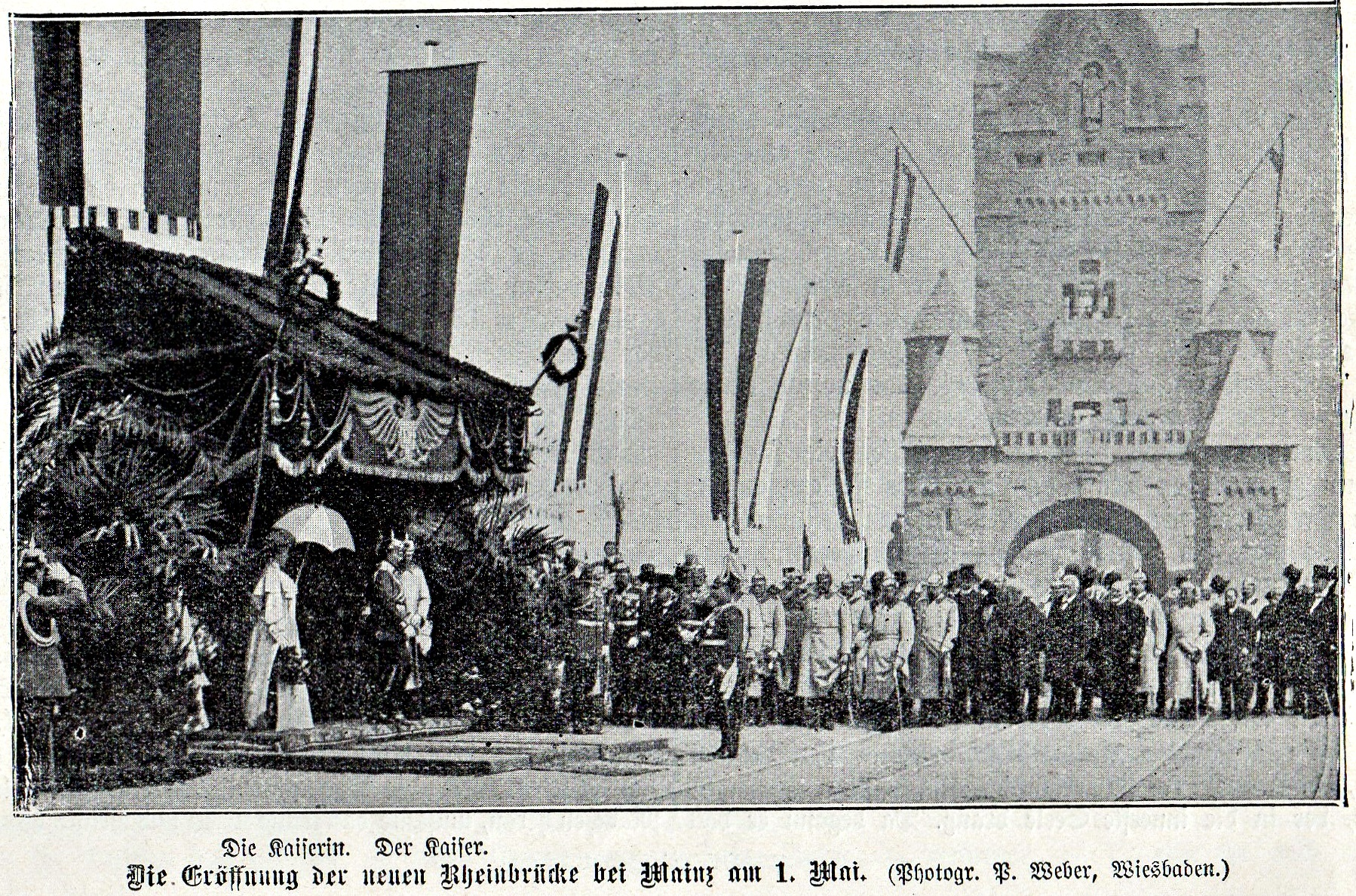
Einweihung der Kaiserbrücke am 1. Mai 1904

Der größtenteils erhaltene Reliefschmuck der Brückenarchitektur stammt von dem Bildhauer Gotthold Riegelmann (1864–1939) (Abbildungen im Abschnitt Kunst am Bau). Verloren sind hingegen die beiden großen Büsten an den Schmalseiten des Hauptturms, die Kaiser Wilhelm II. und Großherzog Ernst Ludwig zeigten und nach Modellen des Bildhauers Walter Schott in Kupfertreibarbeit ausgeführt wurden. Möglicherweise wurden sie bereits kurz nach dem Ende der Monarchie in Deutschland (1918) entfernt. Außerdem sollen auch die beiden für das Brückenprojekt zuständigen Spitzenbeamten, der hessische Finanzminister Fedor Gnauth und der preußische Minister der öffentlichen Arbeiten Hermann von Budde im Rahmen des Bauschmucks auf nicht genauer beschriebene Art gewürdigt worden sein.
Am 1. Mai 1904 wurde die Kaiserbrücke mit militärischem Protokoll von Kaiser Wilhelm II. und Großherzog Ernst Ludwig in Anwesenheit des Reichskanzlers Bernhard von Bülow eingeweiht. Kurz darauf erhielt sie die Bezeichnung Kaiserbrücke.
Der später im Ersten Weltkrieg zum „Fliegerass“ gewordene Mombacher Pilot Julius Buckler flog unter der Brücke hindurch, die bei üblichen Wasserständen eine Durchfahrtshöhe (für die Rheinschifffahrt) von etwas über 9 Metern hatte.
Die Kaiserbrücke wurde gegen Ende des Zweiten Weltkriegs am 17. März 1945 von der sich zurückziehenden Wehrmacht gesprengt, um vorrückende Einheiten der US-Army aufzuhalten, denen stattdessen die Rheinüberquerung bei Nierstein gelang.

## Kaiserbrücke (seit 1955)
Auf den Pfeilern und Widerlagern der zerstörten Kaiserbrücke wurde 1954–1955 die Brücke nach einem Entwurf der Bundesbahndirektion Mainz von 1951 neu errichtet. Dafür richtete die Bundesbahndirektion Mainz ein eigenes Neubauamt ein, das nach Abschluss der Arbeiten zum 31. Mai 1955 wieder aufgelöst wurde. Die Reste der Brückentürme wurden beseitigt, und die alten Überbauten in schlichter Fachwerkkonstruktion ersetzt. Die Kaiserbrücke besteht über den beiden Rheinarmen jeweils aus einem zweigleisigen Durchlaufträger, der als pfostenloses Strebenfachwerk mit unten liegender Fahrbahn ausgebildet ist. Die Spannweiten betragen bei dem südwestlichen Teil (Öffnung Nr. 3) 94,545 m, (Nr. 4) 108,708 m und (Nr. 5) 110,040 m mit einer Systemhöhe von 10,00 m. Der nordwestliche Teil hat (Öffnung Nr. 12) 119,652 m und (Nr. 13) 117,540 m Spannweite sowie 11 m Systemhöhe. Über der Petersaue ist ein Durchlaufträger mit sechs Öffnungen und jeweils 40 m Stützweite vorhanden, er hat 3,4 m hohe Blechträger und eine oben liegende Fahrbahn. Dabei wurden nur noch 5.500 Tonnen Stahl benötigt, auch weil der Stahl nun hochwertiger war. Zugleich wurde die (bis dahin allerdings nur theoretische) Grenze zwischen der Bundesbahndirektion Frankfurt und der Bundesbahndirektion Mainz, die hier zunächst parallel zur Grenze zwischen amerikanischer und französischer Besatzungszone in der Brückenmitte verlief, berichtigt: Da die Zuständigkeit für ein „halbes Bauwerk“ in der Praxis Schwierigkeiten bereitet, wurde sie zum 1. März 1955 berichtigt und die Zuständigkeit für die Brücke komplett durch die Bundesbahndirektion Mainz übernommen. Das wiedererrichtete Bauwerk wurde am 16. Mai 1955 in Betrieb genommen, am 17. Mai 1955 feierlich eröffnet und ab dem Beginn des Sommerfahrplans 1955 am 22. Mai 1955  in den Regelbetrieb integriert. Wenige Jahre später wurden die Gleise elektrifiziert, die Oberleitung zum 16. Mai 1960 unter Strom gesetzt.
Am Mainzer Widerlager ist eine Gedenktafel für den Ingenieur Gottwalt Schaper mit folgender Inschrift angebracht: Gottwalt Schaper, 1873–1942, dem erfolgreichen Brückenbauer der Deutschen Reichsbahn und verdienstvollen Vorkämpfer der Schweisstechnik im Stahlbrückenbau zum Gedenken, im Mai 1955

## Nutzung für Fuß- und Radverkehr
Die Brücke ist neben dem Eisenbahnverkehr auch für Fußgänger benutzbar, der Zugang erfolgt über Treppen, mit Schieberampen, so dass kräftige Radfahrer sie ebenfalls nutzen können. Die barrierefreie Zugänglichkeit mit Rampen für Radverkehr und Rollstuhlfahrer ist in konkreter Planung, wozu eine Bundesförderung bewilligt wurde. Dies sollte nach Mitteilung des Bundesverkehrsministeriums von 2021 bis 2024 umgesetzt werden.
Ein Wettbewerb für die Brückenrampe auf westlicher, Mainzer Seite wurde durchgeführt. Gewinner ist die Arbeitsgemeinschaft aus Sauerzapfe Architekten und Klähne Bung, Beratende Ingenieure für Bauwesen, beide aus Berlin.

## Namen
Vereinzelt wird die Kaiserbrücke auch Nordbrücke genannt, im Sinne von nördliche Eisenbahnbrücke in Mainz. Damit steht sie im Gegensatz zur Südbrücke, der südlichen Eisenbahnbrücke über den Rhein und zur Straßenbrücke, der heutigen Theodor-Heuss-Brücke. Die nördlichste Rheinbrücke auf Mainzer Stadtgebiet ist hingegen die Schiersteiner Brücke.

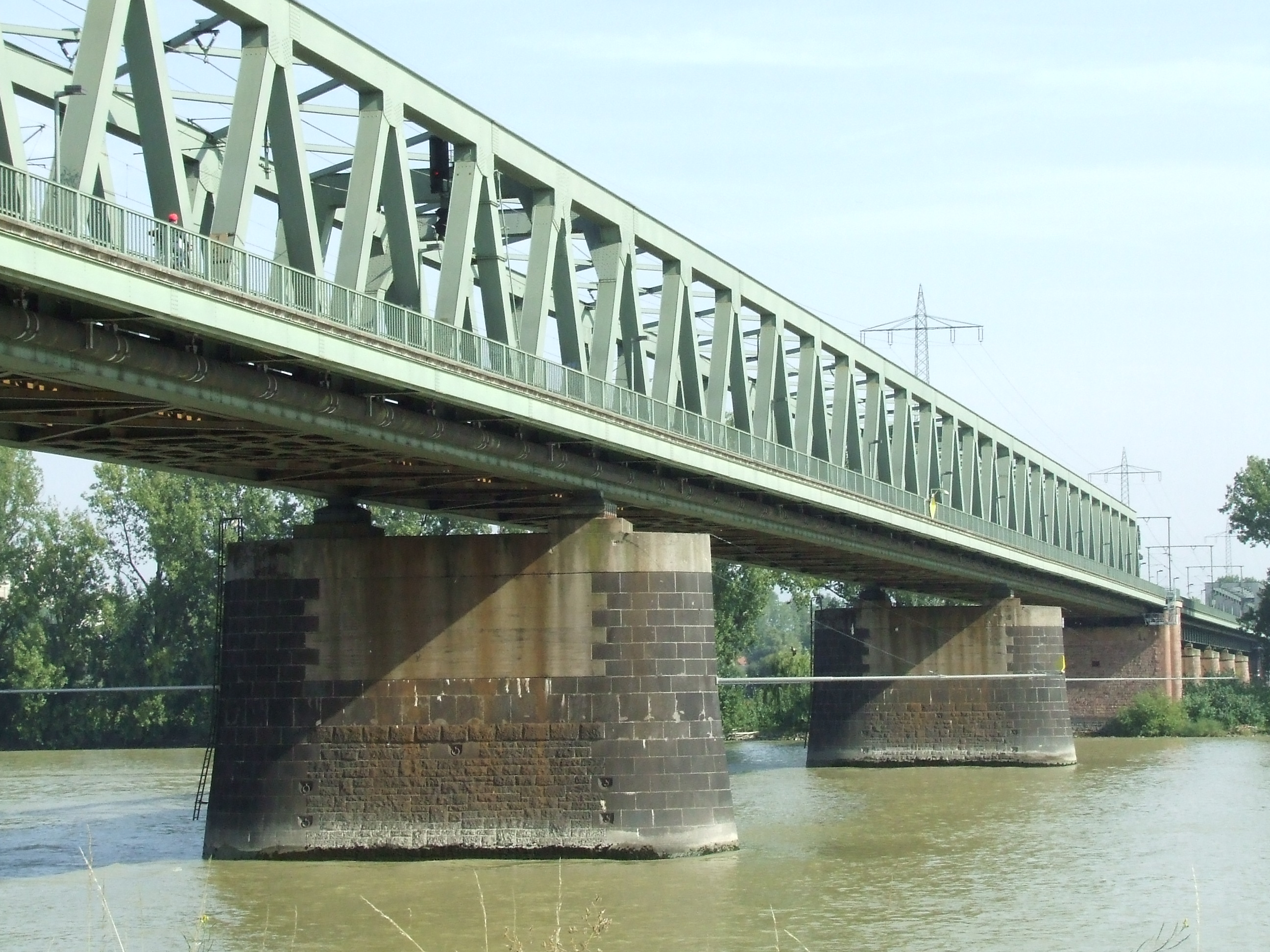
Brückenteil über den linken Rheinarm
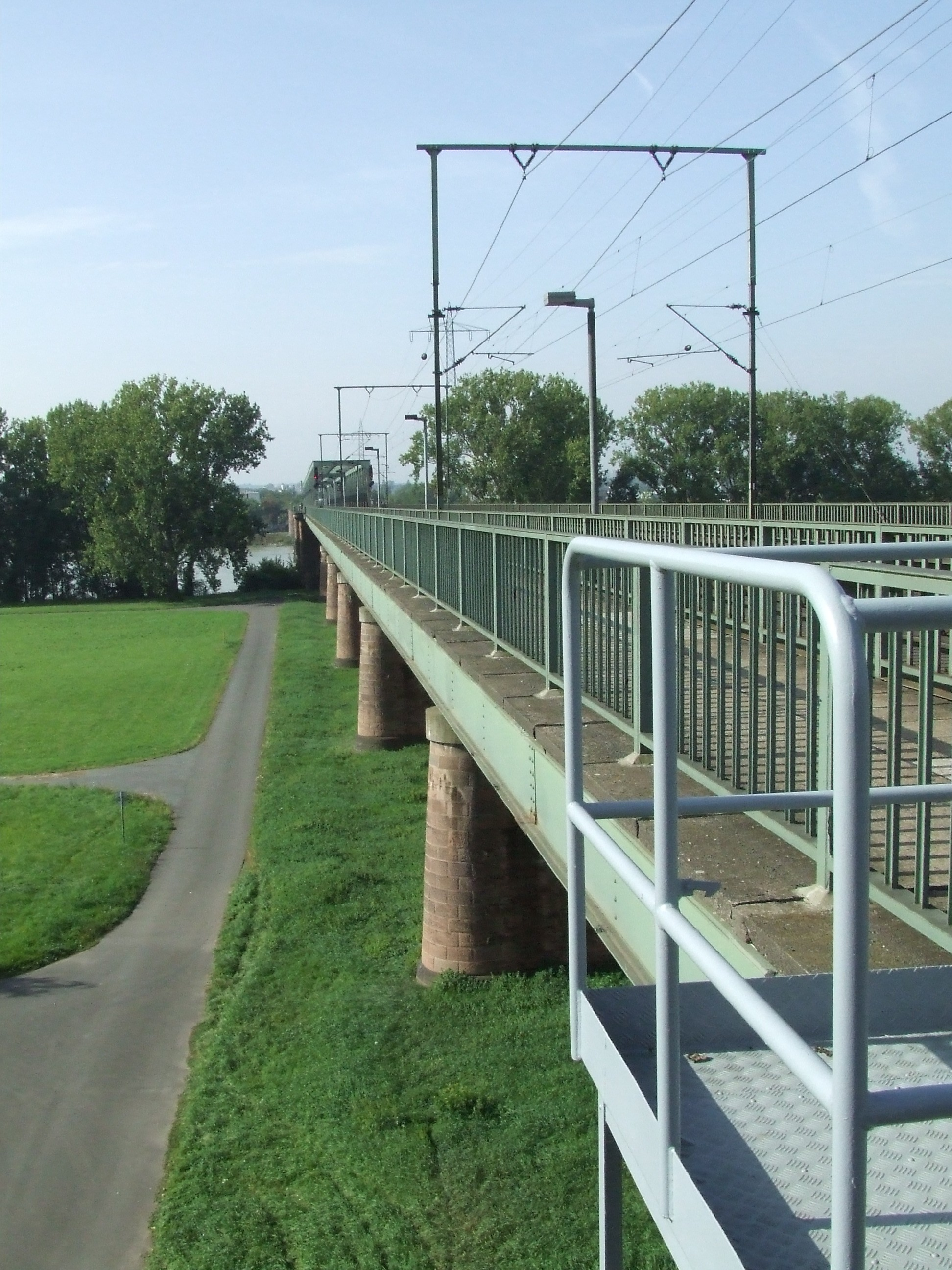
Brückenteil über die Petersaue, Blick in Richtung Mainz
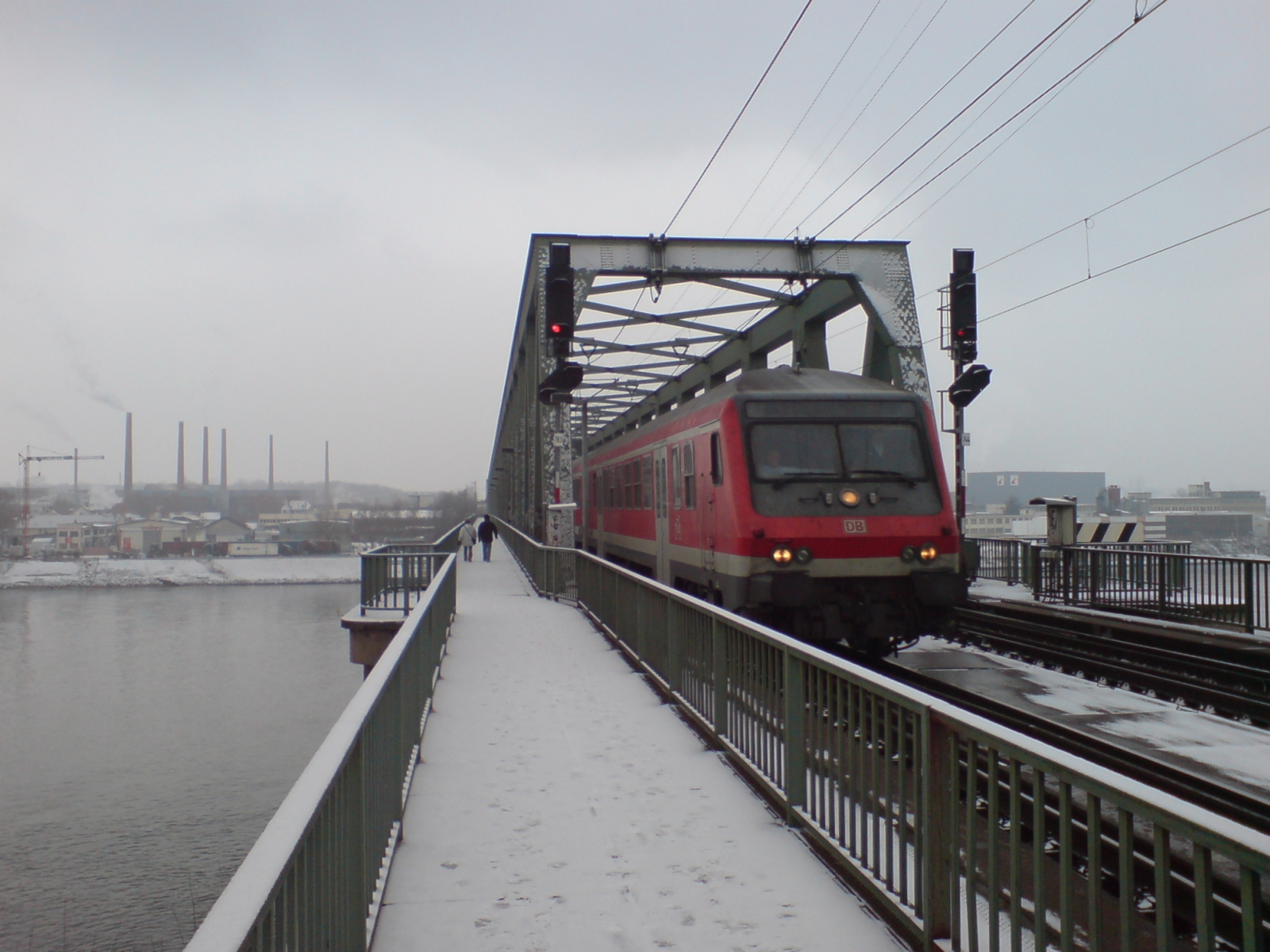
Regionalbahn nach Wiesbaden auf der Nordbrücke (Dezember 2007)

## Kunst am Bau (1904)
Mainzer Widerlager, Südseite (stromaufwärts):

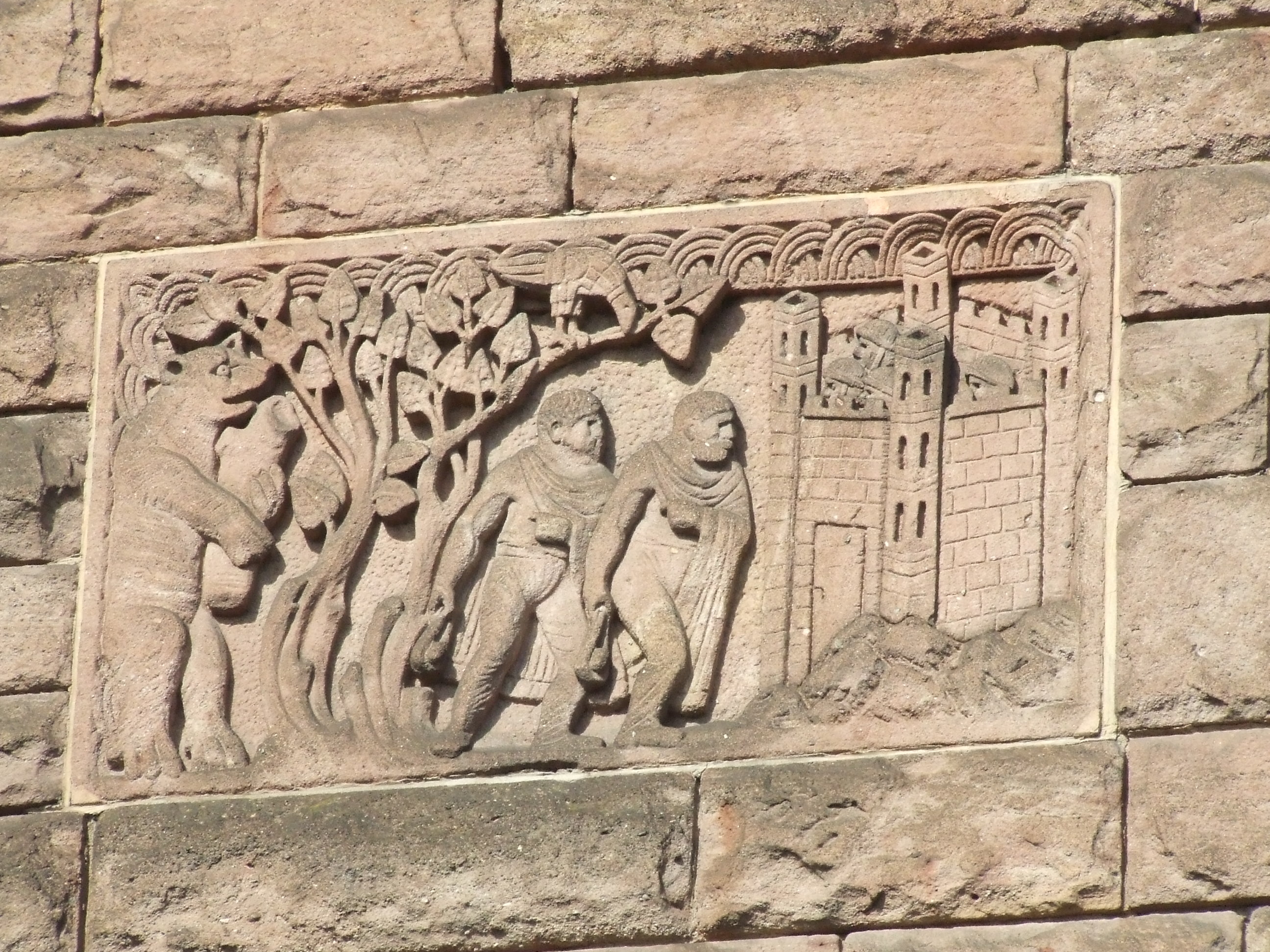
Zwei Germanen vor einem römischen Kastell
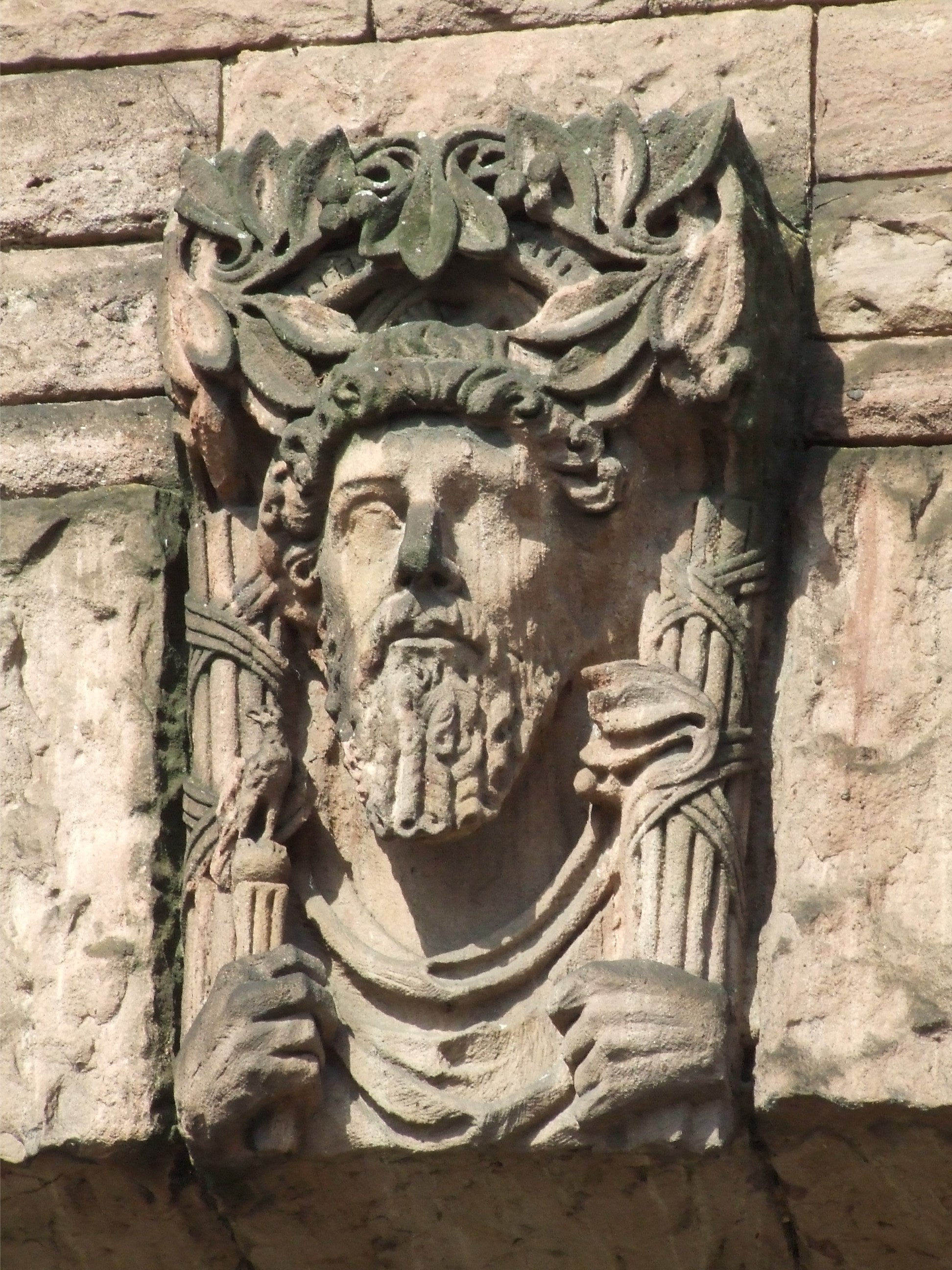
Kaiser Marc Aurel mit Insignien
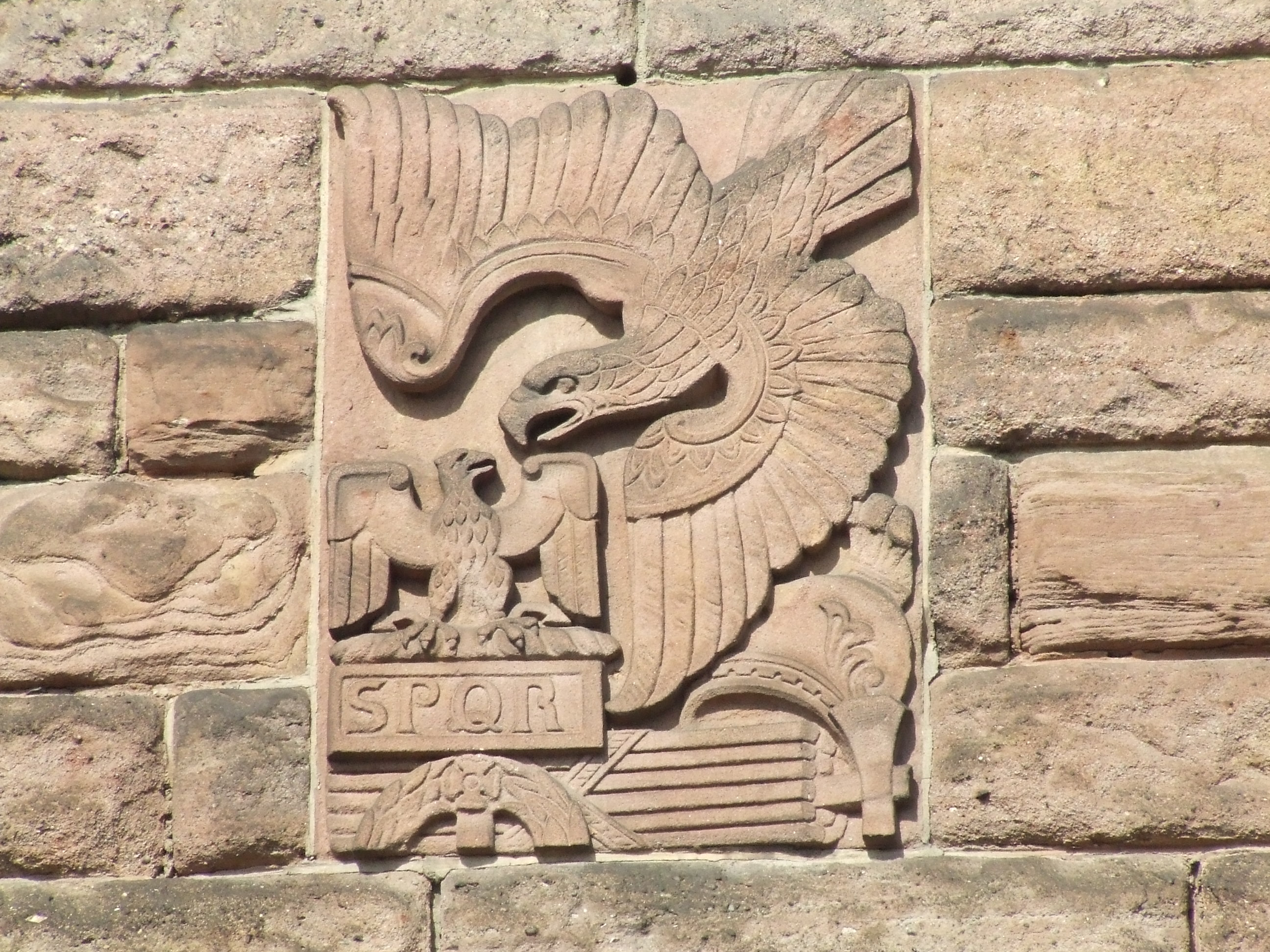
Ein deutscher Adler bedrängt einen römischen Adler. (Symbol der endenden Römerzeit)

Mainzer Widerlager, Nordseite (stromabwärts):

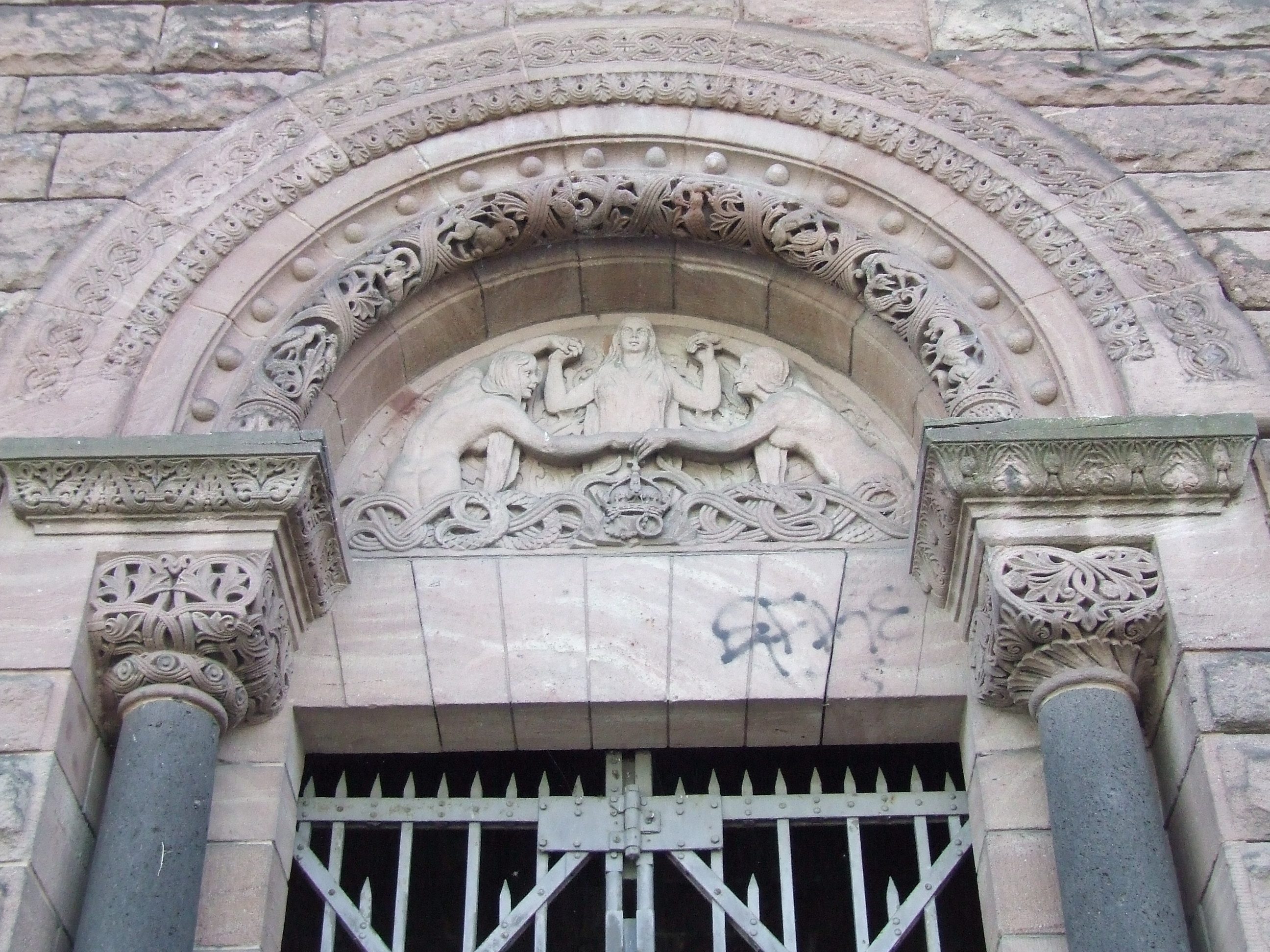
Tympanon mit Rheintöchtern
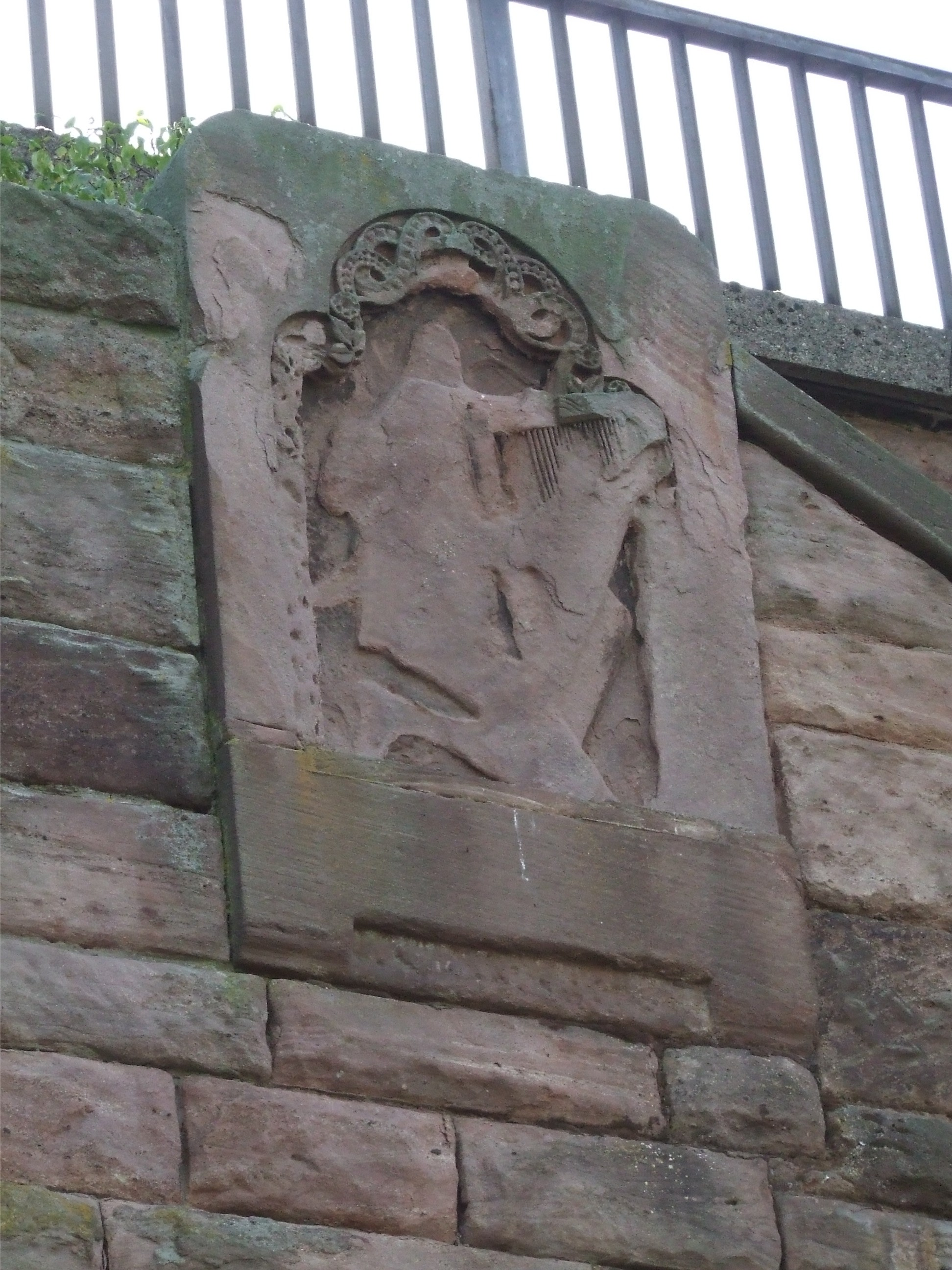
Minnesänger Frauenlob (zerstört)
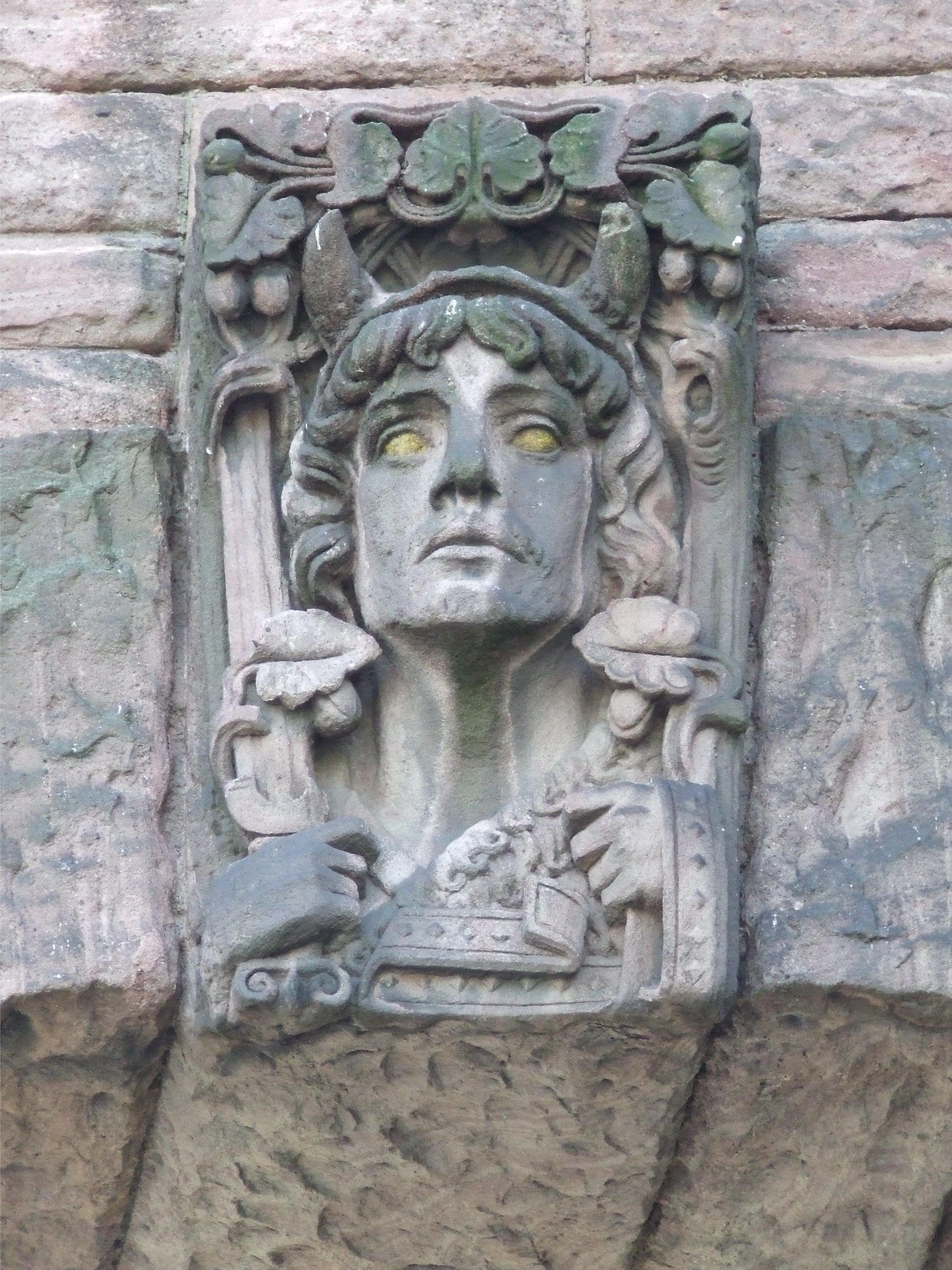
Siegfried mit gehörntem Helm
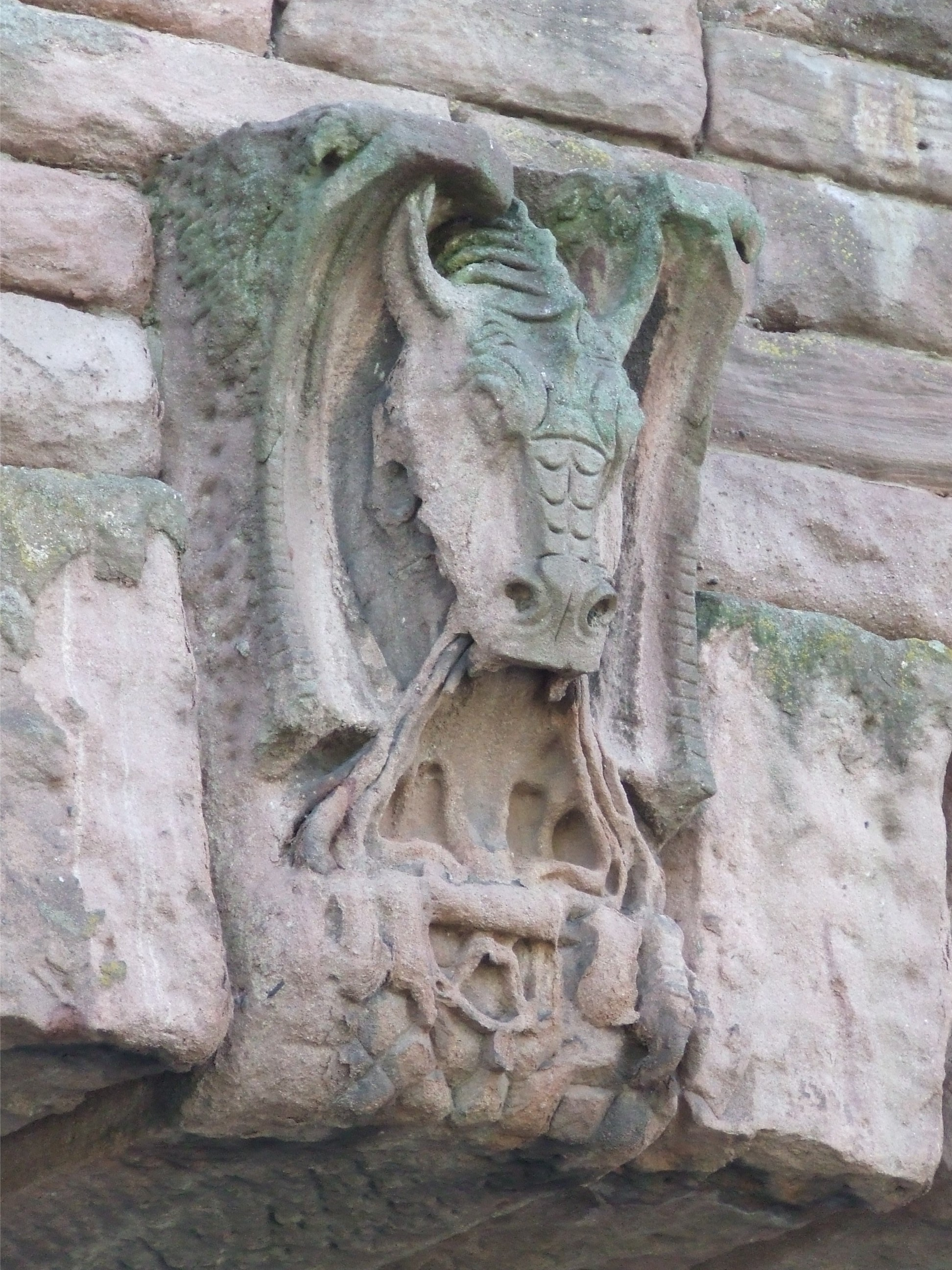
Drache Fafnir aus der Nibelungensage
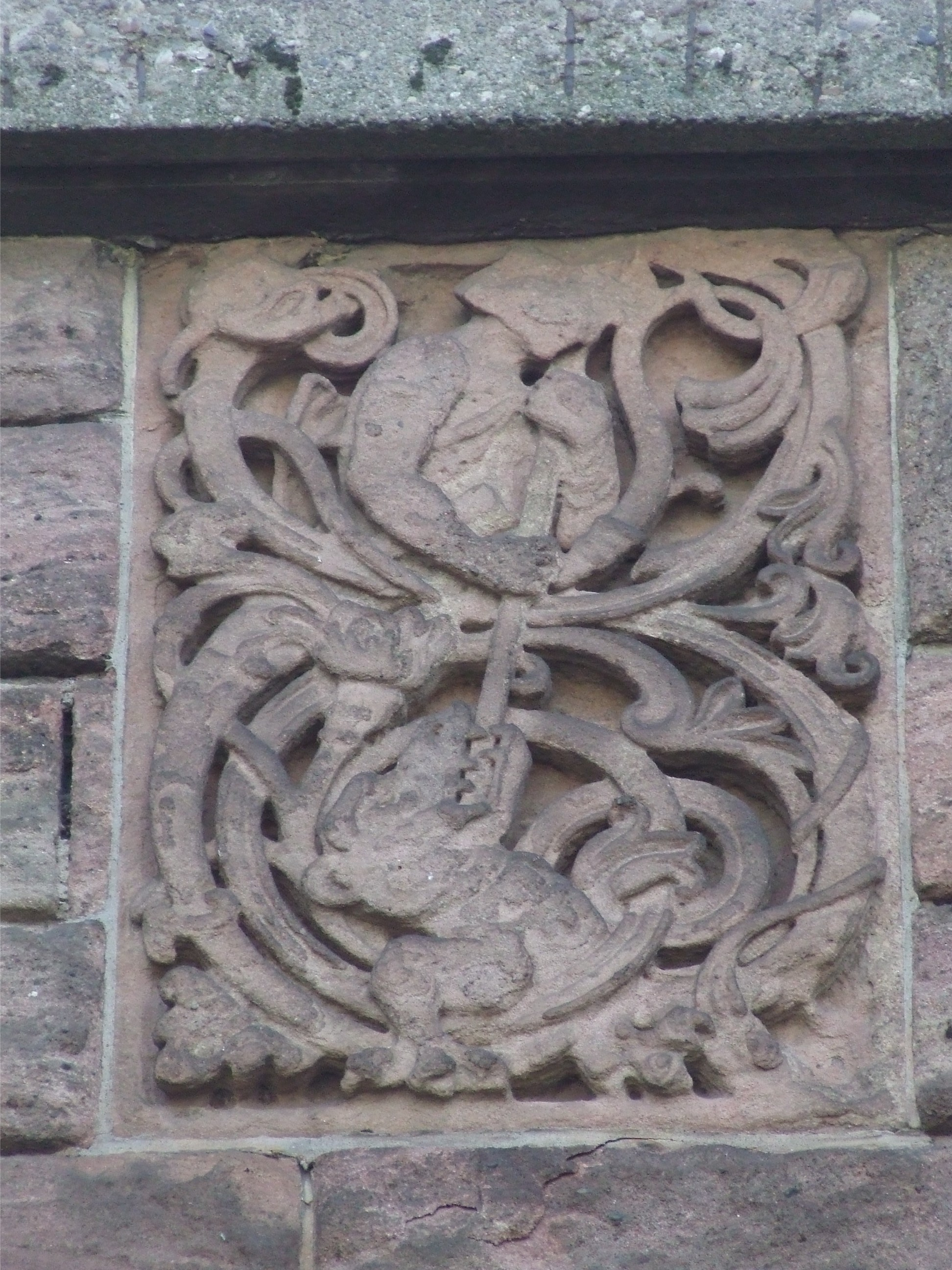
Siegfried der Drachentöter

## Sonstiges
Unmittelbar stromabwärts neben der Kaiserbrücke überquert die Bahnstromleitung Flörsheim–Bingen den Rhein – die südlichste Rheinquerung einer Bahnstromleitung in Deutschland.